# Bernard VII. d’Armagnac
Bernard VII. (* um 1360; † 12. Juni 1418 in Paris) war Graf von Armagnac und Rodez, Graf von Charolais und Rodez und Connétable von Frankreich.

## Leben
Er war der jüngere Sohn des Grafen Jean II. und der Jeanne (geborene de Périgord, Komtesse von Charolais). Er diente erst seinem Vater, bekämpfte später gemeinsam mit seinem Bruder, Graf Jean III., Banden von Straßenräubern, und versuchte zweimal, 1384 und 1389 in Spanien Karriere zu machen. 1391, nach dem Tod Jeans III., wurde er selbst Graf von Armagnac. Seine Schwester war Béatrice Bonne d’Armagnac, die mit Carlo Visconti († 1391), einem Sohn des Bernabò Visconti verheiratet war.
Durch seine Heirat (um 1393/98) mit Bonne von Berry, der Tochter des Herzogs Johann von Berry (und Witwe des Grafen Amadeus VII. von Savoyen, † 1391), bekam er Einfluss am französischen Hof, zumal Herzog Ludwig von Orléans, der dem Regentschaftsrat für den geistesgestörten König Karl VI. angehörte, und Bernard VII. miteinander verschwägert waren: Ludwig war mit Valentina Visconti (1368–1408) verheiratet, der Tochter des Herzogs Gian Galeazzo Visconti.
Nach der Ermordung Ludwigs 1407 blieb Bernard der orleanistischen Partei treu. Er verheiratete seinen Sohn Jean mit Blanche de Bretagne und seine Tochter Bonne 1410 mit dem neuen Herzog Karl von Orléans (1394–1465).
Als Schwiegervater des neuen Herzogs von Orléans war von Armagnac ab 1410 der tatsächliche Anführer seiner Partei (die jetzt Armagnacs genannt wurde) gegen die Burgunder (Bourguignons). 1415 wurde er Connétable von Frankreich und war dadurch Oberhaupt der Regierung des Dauphin bis zum burgundischen Sieg 1418. Beim Aufstand der Pariser, durch den die Stadt den Bourguignons ausgeliefert wurde, wurde er am 12. Juni 1418 ermordet, weil diese in Bernard den Urheber des möglichen Giftmordes an Dauphin Louis sahen. Zudem gehörte d’Armagnac ebenso wie Ludwig von Bayern zu den am meisten gehassten Männern in Paris.

## Familie
Mit seiner Frau Bonne hatte er mehrere Kinder:
- Jean IV. d’Armagnac (* 15. September 1396; † 5. November 1450)
- Marie, (1397–1404)
- Bonne (* 19. Februar 1399; † November 1415) ⚭ 1410 Karl von Orléans (1394–1465), der viele Jahre im englischen Gewahrsam verbrachte
- Bernard VIII. d’Armagnac (* 26. März 1400; † 4. Mai 1456), Graf von Pardiac, später durch Heirat Herzog von Nemours und Graf von la Marche
- Anne (* 1402; † Dezember 1474) ⚭ 23. Mai 1418 Charles II. von Albret (1407–1471)
- Jeanne (* 3. Juli 1403, früh verstorben)
- Béatrix (9. April 1406, früh verstorben)